# Högstorps IBF
Högstorps IBF är en innebandyförening som grundades i Växjö den 22 november 1988. Bästa resultat för föreningen var ett guld i distriktsmästerskap för juniorer säsongen 1991/1992. Innebandyprofiler som Johan Jihde och Niklas Jihde har spelat i föreningen.